# Night Fever
«Night Fever» (с англ. — «Ночная лихорадка») — песня британской поп-группы Bee Gees, написанная для культового диско-фильма «Лихорадка субботнего вечера». Авторами выступили братья Барри, Робин и Морис Гиббы, продюсированием занималась сама группа Bee Gees, а также Элби Гэлатен и Карл Ричардсон. Песня выходила как в составе общего саундтрека Saturday Night Fever, так и отдельным синглом — 7 февраля 1978 года. После релиза сразу же попала в чарты и во многих заняла первое место. Например, в Billboard Hot 100 удерживала лидирующую позицию в течение двух месяцев 1978 года, отодвинув вниз «Love Is Thicker Than Water» Энди Гибба и позже уступив «If I Can’t Have You» Ивонн Эллиман — обе песни тоже написаны братьями Гиббами.
Изначально Роберт Стигвуд, продюсер фильма, собирался дать картине название Saturday Night, однако певец и композитор Роберт Гибб выразил по этому поводу сомнение, предложив вариант Night Fever. В итоге они пришли к компромиссу, соединив два названия в одно, в результате чего получилось теперешнее Saturday Night Fever. Однако Гибб сохранил своё название в неизменном виде для одной из песен саундтрека. В фильме она играет в сцене, когда главный герой у себя в комнате готовится к походу в клуб и тем же вечером во время группового синхронного танца с участием нескольких людей.
Диску сопутствовал большой коммерческий успех, в частности, Американская ассоциация звукозаписывающих компаний присвоила изданию статус платинового, то есть было продано более миллиона экземпляров. В своё время сингл одновременно возглавлял хит-парады США и Великобритании, что удавалось далеко не многим исполнителям. Губернатор Флориды даже присвоил братьям статус почётных граждан штата, так как здесь проходила работа над этой композицией, в студиях Criteria. В 2008 году чарт Billboard Hot 100 поставил её на 33-е место в списке величайших песен всех времён.
Одновременно с релизом на песню был снят видеоклип, который, тем не менее, официально показали общественности лишь в 2004 году. Что весьма странно, так как видео не содержит каких-либо запретных тем — музыканты просто поют в полуосвещённой студии, а иногда в кадре присутствуют ночные улицы Майами. Интересно также, что это первая запись 70-х годов, в которой Барри Гибб появляется без своей фирменной бороды.